# Massive Addictive
Massive Addictive – trzeci album studyjny zespołu muzycznego Amaranthe. Wydawnictwo ukazało się 21 października 2014 roku nakładem wytwórni muzycznej Spinefarm Records. Nagrania zostały zarejestrowane pomiędzy 27 kwietnia, a 12 czerwca 2014 roku w Jacob Hansen Studios w Danii i Gothenburg Rock Studios w Szwecji.
Album dotarł do 105. miejsca listy Billboard 200 w Stanach Zjednoczonych.

## Lista utworów
Opracowano na podstawie materiału źródłowego.
| Nr  | Tytuł utworu              | Autorzy                            | Długość |
| --- | ------------------------- | ---------------------------------- | ------- |
| 1.  | „Dynamite”                | Olof Mörck, Jake E Berg, Elize Ryd | 03:14   |
| 2.  | „Drop Dead Cynical”       | Olof Mörck, Jake E Berg, Elize Ryd | 03:17   |
| 3.  | „Trinity”                 | Olof Mörck, Jake E Berg, Elize Ryd | 03:11   |
| 4.  | „Massive Addictive”       | Olof Mörck, Jake E Berg, Elize Ryd | 03:29   |
| 5.  | „Digital World”           | Olof Mörck, Jake E Berg, Elize Ryd | 03:17   |
| 6.  | „True”                    | Olof Mörck, Jake E Berg, Elize Ryd | 03:30   |
| 7.  | „Unreal”                  | Olof Mörck, Jake E Berg, Elize Ryd | 03:36   |
| 8.  | „Over and Done”           | Olof Mörck, Jake E Berg            | 03:38   |
| 9.  | „Danger Zone”             | Olof Mörck, Jake E Berg, Elize Ryd | 03:01   |
| 10. | „Skyline”                 | Olof Mörck, Jake E Berg, Elize Ryd | 03:39   |
| 11. | „An Ordinary Abnormality” | Olof Mörck, Jake E Berg            | 03:28   |
| 12. | „Exhale”                  | Olof Mörck, Jake E Berg            | 03:43   |
|     |                           |                                    | 41:03   |